# El bus de la vida
El bus de la vida es una película española de comedia dramática de 2024, dirigida por Ibon Cormenzana, quien la coescribió con Eduard Sola. Está protagonizada por Dani Rovira, Susana Abaitua, Elena Irureta y Pablo Scapigliati. Se estrenó en cines españoles el 3 de julio de 2024, con distribución de A Contracorriente Films.

## Trama
Andrés (Dani Rovira), un profesor de música que trabaja en Madrid tiene que trasladarse a un pueblo vasco para cubrir la plaza que ha quedado libre en un instituto. Con los 40 recién cumplidos y sin haber superado nunca el miedo escénico, siente que su nueva vida le está alejando del sueño de ser músico. Al llegar allí, en su primer día de clase sufre un desmayo a causa de un fuerte pitido en el oído: es cáncer. Para recibir tratamiento debe desplazarse al hospital de Bilbao en 'El bus de la vida', un viejo autocar que traslada gratuitamente a todos los pacientes de la zona. Gracias a las risas, confesiones, experiencias y miedos compartidos con sus compañeros de viaje, Andrés irá obteniendo fuerza para enfrentarse por fin a sus miedos y llegar a cumplir su sueño.

## Reparto
- Dani Rovira como Andrés
- Susana Abaitua como Mai
- Elena Irureta como Manuela
- Pablo Scapigliati como Unai
- Andrés Gertrúdix como Víctor Arcadia
- Iñigo de la Iglesia como Txaran
- Amancay Gaztañaga como Itziar
- Julen Castillo como David
- Miriam Rubio como Clara
- José Ramón Soroiz como Patxi
- Anartz Zuazua Álvarez como Antxon
- Araia Díaz como Luna
- Antonio Durán "Morris" como Santi
- Iria del Río como Marina

## Producción
Ibon Cormenzana concibió la idea de la película El bus de la vida cuando, durante una visita a unos familiares, uno de ellos le comentó que le detectaron un tumor en el oído; éste le contó anécdotas que consideró "divertidas" sobre un autobús gratuito de Tudela a Pamplona, apodado "El bus de la vida", que llevaba a él y otros pasajeros a hospitales grandes para tratamientos de radio o quimio. El 21 de marzo de 2023, se anunció que el rodaje de la película había comenzado en Vizcaya bajo la dirección de Cormenzana, con Dani Rovira, Susana Abaitua, Elena Irureta, Antonio Durán "Morris", Nagore Aramburu y Andrés Gertrúdix como parte del reparto. El presupuesto total de la cinta es de tres millones de euros, incluyendo un millón de euros procedente de las ayudas generales del ICAA.

## Lanzamiento y marketing
En julio de 2024, A Contracorriente Films lanzó el primer tráiler de El bus de la vida y programó su estreno en cines españoles para el 5 de julio de 2024. El 24 de julio de 2024, A Contracorriente lanzó el tráiler oficial de la película y adelantó su estreno del 5 al 3 de julio.

## Banda sonora[7]
| Título                       | Autor(es)                                                                                         | Intérprete(s)                             |
| ---------------------------- | ------------------------------------------------------------------------------------------------- | ----------------------------------------- |
| "El bus de la vida"          | Manuela Vellés, Alex Moreno, Pablo Fergus                                                         | Dani Rovira, Manuela Vellés               |
| "Una hormiga en el universo" | Manuela Vellés, Alex Moreno, Pablo Fergus                                                         | Dani Rovira                               |
| "Caballos de papel"          | Manuela Vellés, Alex Moreno, Pablo Fergus                                                         | Andrés Gertrúdix                          |
| "Plastic Princess"           | Gary Alan Jones, David Kenneth Tomlinson                                                          | —                                         |
| "Superhéroe"                 | Manuela Vellés                                                                                    | —                                         |
| "Future Prospects"           | Colin Neville Kiddy                                                                               | —                                         |
| "Repartiendo arte"           | Josué Barrios Montiel, Gonzalo Lasheras García, Javier Ibarra Ramos                               | Kase O                                    |
| "Too Many Drugs"             | Rigoberta Bandini                                                                                 | Rigoberta Bandini                         |
| "Just a Friend"              | Biz Markie                                                                                        | Jackson Lafrantz Larsen                   |
| "Sargento de hierro"         | Morgan, Carolina de Juan, Francisco López, Ekain Elorza, David Schulthess, Alejandro Ovejero      | Morgan, Carolina de Juan                  |
| "Que te vaya bonito"         | Juan Figola Villanueva, Fernando Boix Agut, Mario Lázaro Bernal, Paula López Recio, Jonathan Burt | Paula Keops                               |
| "Orain Bat Gara"             | —                                                                                                 | Ibil Debi, The Broken Brothers Brass Band |
| "Esta ciudad es de mentira"  | Antonio Mejías Martínez, David Ruiz Miguélez                                                      | Los Patapalo                              |
| "Acabo de llegar"            | Fito Cabrales, Javier Alzola                                                                      | Los Patapalo                              |
| "Nos vamos a comer el mundo" | David Ruiz Martínez, Juan Ignacio Márquez Guerra                                                  | Los Patapalo                              |
| "Love U"                     | Lewis Michael Dransfield                                                                          | Lewis Michael Dransfield                  |